# St. Joachim (Düren)

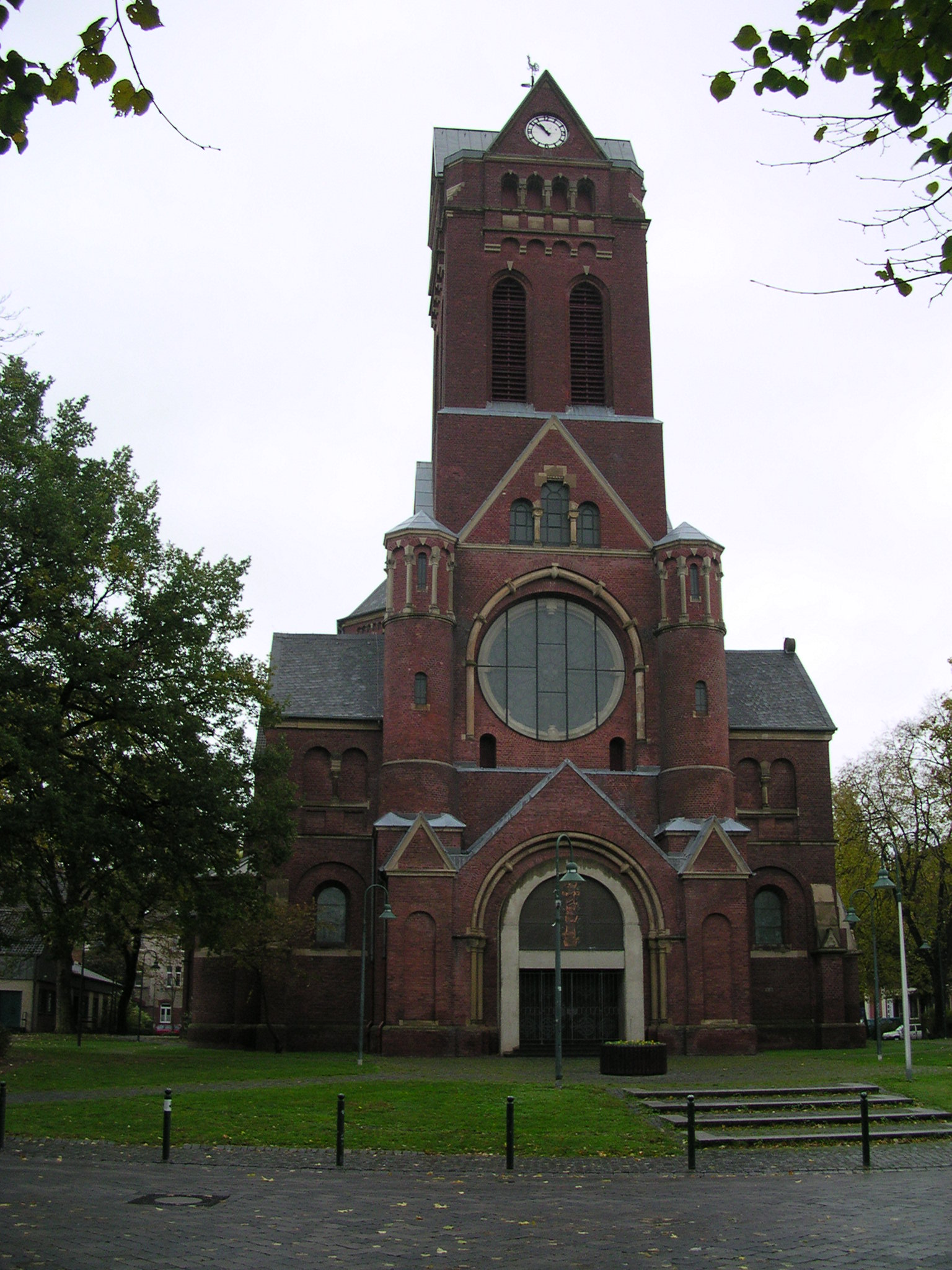
St. Joachim in Düren-Nord

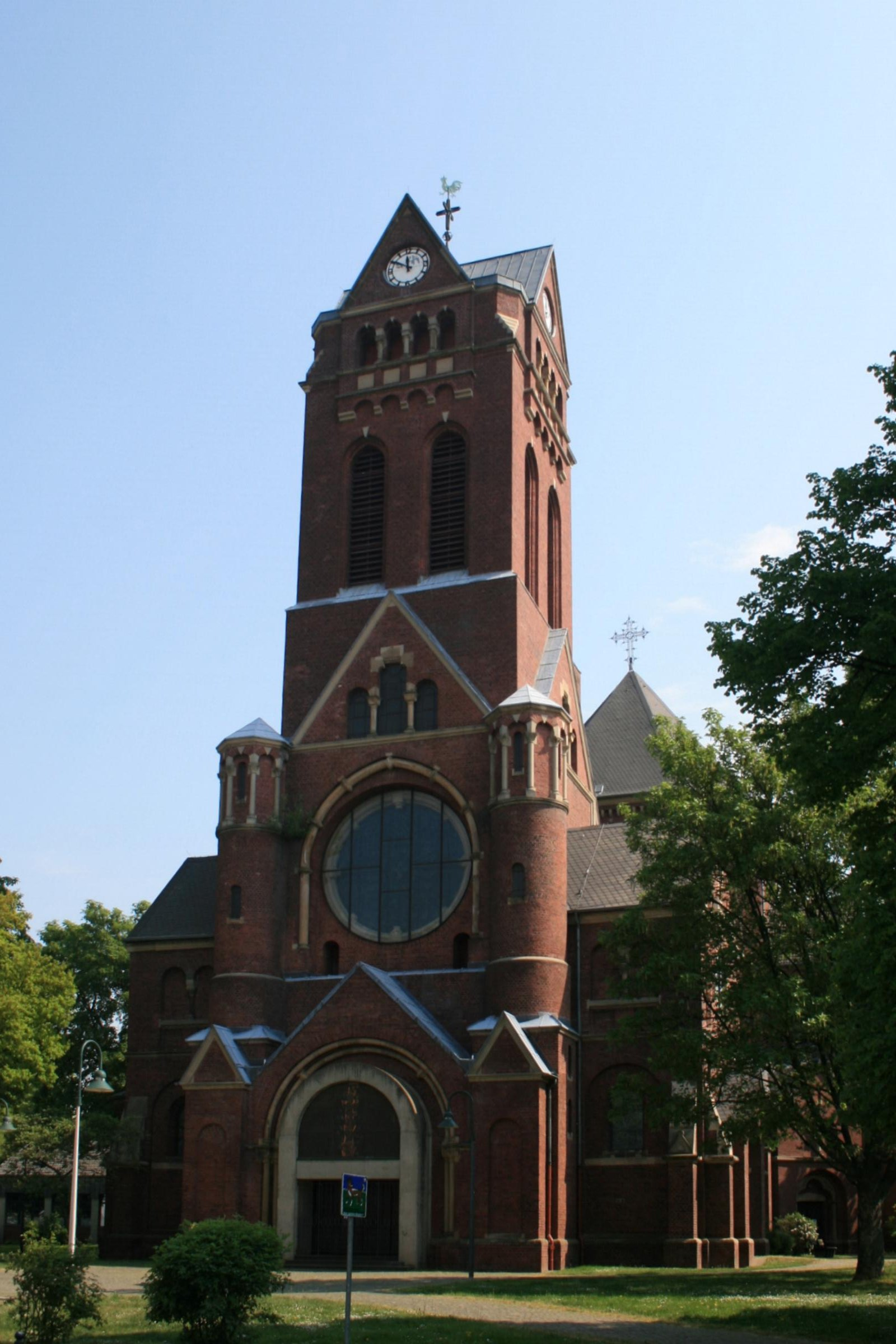

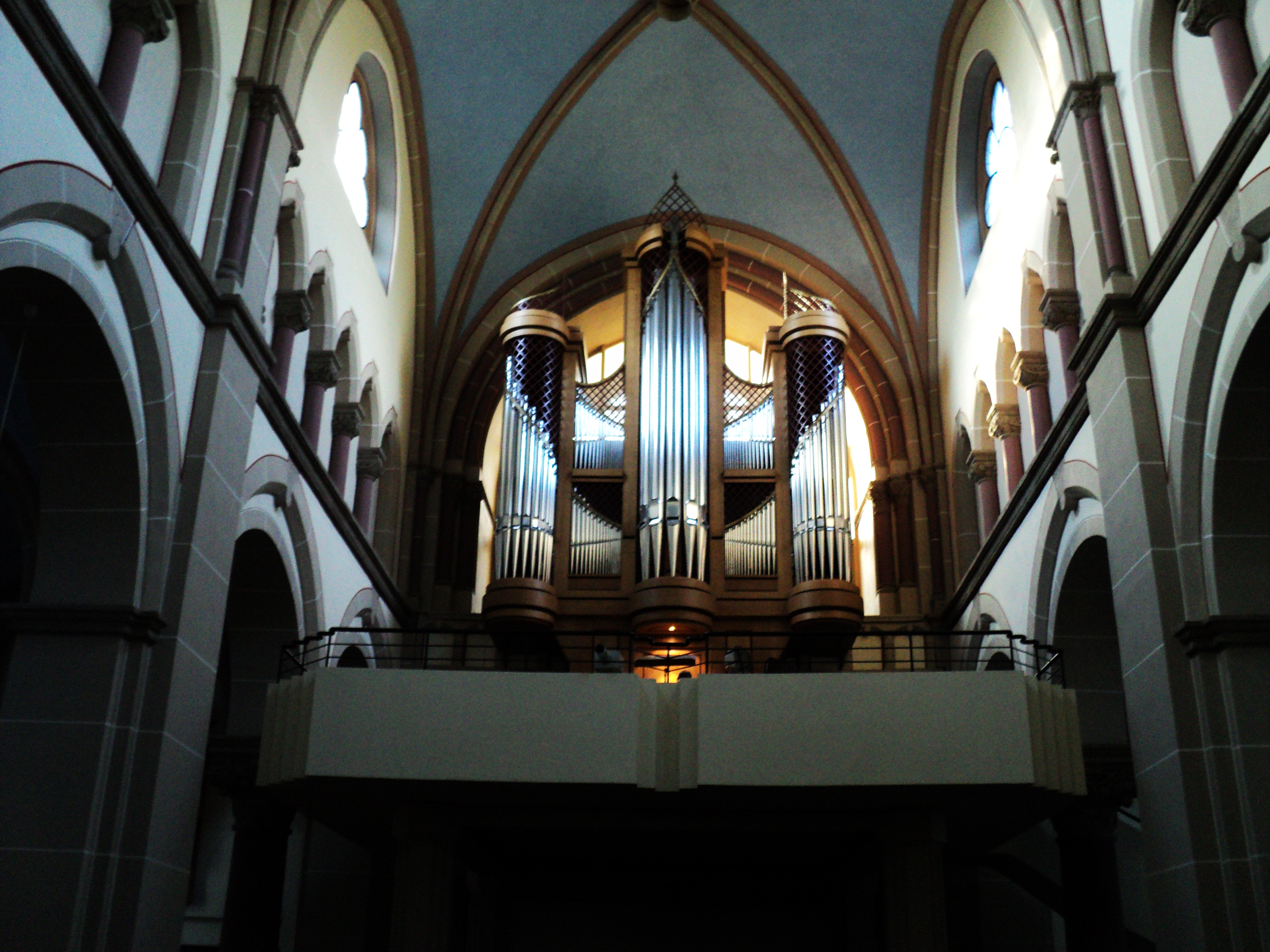
Klais-Orgel

St. Joachim ist eine römisch-katholische Filialkirche im Dürener Innenstadtbezirk Düren-Nord in Nordrhein-Westfalen. Die Kirche wurde zwischen 1895 und 1897 nach Plänen von Heinrich Krings erbaut und ist dem hl. Joachim geweiht. Das Bauwerk ist unter Nr. 1/67 in die Liste der Baudenkmäler in Düren eingetragen.

## Architektur
St. Joachim ist eine Backsteinbasilika in Formen der Neuromanik mit einer Länge von ca. 64 Metern und einer Breite von 33 Metern. Der dreigeschossige Glockenturm wies bis zur Zerstörung des Turmhelms eine Höhe von 71 Metern auf. Heute ist er ca. 43 Meter hoch. Er befindet sich an der Westseite des Gotteshauses. Links und rechts befinden sich je ein runder Treppenturm, im unteren Turmgeschoss das Hauptportal und im mittleren eine Rosette. Im Obergeschoss befindet sich die Glockenstube mit je zwei rundbogigen Schallfenstern auf jeder Seite. Der Turm bildet die Mitte des dreijochigen Vorbaus, früher Taufkapelle und heute Werktagskirche, in Nord-Süd-Ausrichtung mit einer halbrunden Apsis im Norden. An diesen Vorbau schließt sich das dreischiffige Langhaus an. Das 8 Meter breite Mittelschiff ist zweijochig und mit einem Kreuzrippengewölbe überwölbt. Zu jedem Joch des Mittelschiffes gehören links und rechts je zwei Joche der Seitenschiffe. Diese sind insgesamt vierjochig und 3,50 Meter breit. Sie sind mit einem Kreuzgratgewölbe überwölbt. Die Arkaden zwischen Mittelschiff und Seitenschiff weisen einen Stützenwechsel vor. An das Langhaus schließt sich das Oktogon an. Im Norden und Süden ist das Oktogon zu einem Querhaus ausgebaut, welches auf jeder Seite mit einem dreiseitig geschlossenen Chor schließt. Des Weiteren umgeben diesen Zentralbau vier sechseckige Kapellen. An den beiden westlichen befinden sich Eingänge und an den beiden östlichen die Nebenaltäre. Im Osten schließt der Bau mit dem Hauptchor. Er ist von außen fünfseitig geschlossen und von innen halbkreisförmig. Um Chor und Vierungskuppel verläuft zudem eine Zwerggalerie. Links und rechts des Chores sind zwei Sakristeien angebaut.
Die Dürener Joachimskirche gilt als der bedeutendste neuromanische Kirchenbau des Kölner Architekten Heinrich Krings.

## Geschichte

### Allgemeines
Zum 22. März 1901 wurde aus einem Teil der Pfarre St. Marien die Pfarre St. Joachim im Norden der Stadt gebildet. St. Joachim war vorher schon als Rektorat existent. Am 1. Januar 2010 fusionierte die bis dahin eigenständige Pfarre mit der Pfarrgemeinde St. Peter in Birkesdorf zur neuen Pfarre St. Joachim und St. Peter. Pfarrkirche wurde das Birkesdorfer Gotteshaus, seitdem ist St. Joachim eine Filialkirche dieser neuen Pfarre. Bereits seit 2008 gehörte die Pfarre zur neu gebildeten Gemeinschaft der Gemeinden (GdG) Düren-Nord.
Im Juni 2015 wurde bekannt, dass die Joachimskirche zukünftig nicht mehr vom Bistum Aachen finanziert wird. Dies war das Ergebnis des Prozesses Kirchliches Immobilienmanagement (KIM), der aus den Einsparungsmaßnahmen des Bistums resultierte. Somit müssen alle Kosten von der Pfarre getragen werden. Was in Zukunft mit der Kirche geschieht, und ob sie als Kirche erhalten werden kann, ist noch nicht geklärt.
Im September 2016 erhielt die Kirche eine neue Außenbeleuchtung, ebenso die Moschee in der Veldener Straße.

### Kirchengebäude
1883 wurde ein Kirchenbauverein gegründet. Im November des Jahres 1890 legte der Kölner Architekt Heinrich Krings einen ersten Entwurf für das neue Gotteshaus vor. In den ersten Planungen waren noch zwei Chortürme vorgesehen, sowie auf der Vierungskuppel eine Laterne. Dieser erste Entwurf wurde durch den Straßburger Dombaumeister Franz Schmitz, einem Architekten namens Goebbels und dem Kölner Diözesanbaumeister Vincenz Statz begutachtet. Schmitz forderte eine Änderung der Größen- und Höhendimension von Langschiff und Chor und Statz forderte die Umarbeitung der Pläne einer noch neuromanischen Kirche zu einem Bauwerk der Neugotik. 1891 legte Krings die überarbeiteten Pläne vor. Dabei wurden die Änderungsvorschläge von Franz Schmitz durchgeführt, jedoch hielt er an den neuromanischen Formen fest. Die Chortürme wollte Krings unbedingt errichten lassen, da somit die Ostansicht der Kirche harmonischer gewirkt hätte, jedoch wurden sie letztendlich auf Druck des kirchlichen Bauamts nicht ausgeführt, genauso wenig wie die Laterne auf der Kuppel. Dort wurde lediglich ein Kreuz platziert. 1892 wurden die überarbeiteten Pläne schließlich vom Generalvikariat des Erzbistums Köln, zu dem Düren bis 1930 gehörte, genehmigt.
1895 stellte die Stadt Düren einen Bauplatz kostenlos zur Verfügung. Der erste Spatenstich erfolgte am 23. Mai 1895 und der Grundstein wurde am 18. August 1895 gelegt. Die Konsekration der im neoromanischen Stil erbauten, dreischiffigen Kirche folgte am 28. November 1897 durch den Kölner Weihbischof Hermann Joseph Schmitz. Zuvor, im September selben Jahres, wurde das zukünftige Patrozinium, das bis dahin noch dem hl. Josef zugedacht war, auf Wunsch des Erzbistums in den hl. Joachim, dem Großvater von Jesus, geändert.
Im Zweiten Weltkrieg wurde das Kirchengebäude bei einem Luftangriff auf Düren am 5. und 6. Juli 1944 sehr stark beschädigt. Dabei stürzten der spitze Turmhelm sowie die Gewölbe des Mittelschiffs und auch Teile des nördlichen Seitenschiffs ein. Beim großen Angriff auf Düren am 16. November 1944 blieb die Joachimskirche, wie fast das gesamte Nord-Düren verschont. Im Jahr 1945 wurden die ersten Kriegsschäden unentgeltlich von Pfarrangehörigen beseitigt. 1949 wurden schließlich die Gewölbe des Mittelschiffs und des nördlichen Seitenschiffs wiederhergestellt. Zwischen 1976 und 1988 wurde die Kirche erneut renoviert. Dabei wurde der Turm renoviert und die alten kleinen Turmhelme der beiden Treppentürme entfernt und durch kleinere ersetzt. Außerdem wurde ein neues Hauptportal aus Beton eingebaut. Des Weiteren wurde der Altarraum neu gestaltet, der Fußboden teilweise erneuert und eine neue Orgelempore für die neue Klais-Orgel errichtet, die 1992 eingebaut wurde. Am 18. Dezember 1988 wurde die restaurierte Kirche durch den Aachener Bischof Klaus Hemmerle neu eingeweiht.

## Ausstattung
Im Innern der Kirche sind noch einige Ausstattungsstücke aus der Erbauungszeit erhalten. So die beiden Nebenaltäre, das Taufbecken, die Beichtstühle und die Kanzel, jedoch ohne Schalldeckel. Diese wurden nach Entwürfen von Heinrich Krings ausgeführt. Verschiedene Skulpturen vom Bildhauer Wilhelm Albermann sind ebenfalls erhalten. Diese schmückten einst den Hochaltar, der jedoch um 1964 aus der Kirche entfernt wurde. Dieser war im Kern ebenfalls nach Entwürfen von Heinrich Krings entworfen worden, wurde jedoch um 1927 umgebaut und vergrößert, sodass der Altar einen Baldachin in neobarocken Formen erhielt. Im Chorraum befindet sich eine Reliquienbüste des hl. Joachims aus dem Jahr 1899. Sie ist ein Werk des Jülicher Goldschmieds P. Woltz. Der Volksaltar wurde vermutlich bei den Renovierungen in den 1980er Jahren im Chor aufgestellt. Geschaffen hat ihn der Dürener Bildhauer und Architekt Herbert Halfmann.
Die Buntglasfenster der Kirche gestaltete Maria Katzgrau. Die drei Apsisfenster stellen zwei Engel und die Schöpfung dar. Die Fenster der Seitenschiffe stellen Johannes den Täufer, die Apostel Petrus und Paulus, Johannes den Evangelisten, Maria, sowie Martha von Bethanien und Maria Magdalena dar. Diese wurden zwischen 1957 und 1958 eingesetzt. Die Fenster der Werktagskirche stellen geometrische Formen dar und wurden zwischen 1980 und 1981 eingesetzt. Erwähnenswert ist auch der Fußbodenbelag aus der Erbauungszeit. Er wurde von der Sinziger Mosaikplatten- und Tonwarenfabrik angefertigt.

### Orgel
Die Orgel wurde 1992 von Hans Gerd Klais, Firma Johannes Klais Orgelbau, in Bonn erbaut. Das Instrument (Opus 1701) hat 34 Register auf zwei Manualen und Pedal. Die Spieltrakturen und Registertrakturen sind mechanisch. Das Instrument wurde am 27. September 1992 eingeweiht.
| I Hauptwerk C–g3 |        |
| Praestant        | 16′    |
| Principal        | 8′     |
| Flûte harmonique | 8′     |
| Salicional       | 8′     |
| Gedackt          | 8′     |
| Octave           | 4′     |
| Rohrflöte        | 4′     |
| Quinte           | 2 ⁄3′  |
| Superoctave      | 2′     |
| Terz             | 1 3⁄5′ |
| Cornet V         | 8′     |
| Mixtur V         | 1 ⁄3′  |
| Trompete         | 8′     |
| Vox humana       | 8′     |
| Tremulant        |        |

| II Schwellwerk C–g3 |       |
| Nachthorn           | 8′    |
| Bordun              | 8′    |
| Viola da Gamba      | 8′    |
| Vox coelestis       | 8′    |
| Principal           | 4′    |
| Traversflöte        | 4′    |
| Octavin             | 2′    |
| Cornettino II       | 2 ⁄3′ |
| Plein Jeu IV        | 2′    |
| Basson              | 16′   |
| Trompette harm.     | 8′    |
| Hautbois            | 8′    |
| Tremulant           |       |

| Pedal C–f1  |         |
| Violon      | 16′     |
| Subbaß      | 16′     |
| Quinte      | 10 2⁄3′ |
| Octavbaß    | 8′      |
| Cello       | 8′      |
| Tenoroctave | 4′      |
| Bombarde    | 16′     |
| Posaune     | 8′      |

- Koppeln: II/I, I/P, II/P

### Glocken
Die Glocken wurden im Oktober 1897 von der Glockengießerei Otto in Hemelingen gegossen und am 14. November 1897 in der Joachimskirche geweiht und anschließend im Turm aufgehängt. Am 18. Februar 1942 mussten die vier großen Glocken für Rüstungszwecke abgeliefert werden, nur die Josefsglocke verblieb im Turm. Glücklicherweise wurden die Glocken nicht eingeschmolzen und kehrten am 19. Oktober 1947 nach Düren zurück. Somit ist das Geläut von St. Joachim das einzige vollständig erhaltene Geläut aus dieser Zeit in Düren.
| Nr. | Name    | Durchmesser (mm) | Masse (kg, ca.) | Schlagton (HT-1/16) | Inschrift                                                                                                | Gießer                             | Gussjahr |
| 1   | Joachim | 1.710            | 2.725           | h0                  | O Joachim, Patrone Corda nostra trahe, Ut Deum nunc amemus, In Coelo jubilemus.                          | Karl Otto; Fa. F. Otto, Hemelingen | 1897     |
| 2   | Michael | 1.400            | 1.600           | d1                  | O Michael, Archangele, Dux noster semper strenue Daemonia repelle, D. D. Franciscus Palm, Marcoduri 1897 | Karl Otto; Fa. F. Otto, Hemelingen | 1897     |
| 3   | Anna    | 1.200            | 1.162           | e1                  | O sancta Anna, loci Patrona Semper nos omnes Deo commenda.                                               | Karl Otto; Fa. F. Otto, Hemelingen | 1897     |
| 4   | Maria   | 1.120            | 800             | fis1                | Virgo virginum praeclara, Ad thronum Dei nos adiuva, Ut perveniamus ad praemia.                          | Karl Otto; Fa. F. Otto, Hemelingen | 1897     |
| 5   | Josef   | 1.040            | 662             | g1                  | O sancte Joseph, Deiparae sponse, Nostras familias fove ac protege.                                      | Karl Otto; Fa. F. Otto, Hemelingen | 1897     |

Motiv: Te Deum laudamus

### Kupferne Ausstattungsgegenstände
In der Kupferschmiede Carl Canzler wurde für die St.-Joachims-Kirche […] „ein kupfernes Gefäß zur Auskleidung des Weihwasserbeckens geliefert“ […], und ein […] „Dürener Schlossermeister braucht einen Turmknauf aus Kupferblech mit Wulsten in der Mitte und an beiden Enden sowie Verstärkungsrippen in der Kugel und, offenbar für die gleiche Kirchturmspitze, einen Hahn aus Kupferblech mit hart eingelötetem  Rotgußspurlager und Führung“ […].

## Pfarrer
Folgende Priester wirkten von der Gründung bis zur Auflösung der Pfarre an St. Joachim als Pfarrer:
| von – bis | Name                                     |
| --------- | ---------------------------------------- |
| 1901–1916 | Heinrich Lauscher † 27. März 1919        |
| 1916–1926 | Julius Spölgen † 31. Juli 1934           |
| 1926–1936 | Wilhelm Böckling † 26. Juli 1936         |
| 1936–1950 | Ludwig Menniken-Holley † 17. August 1961 |
| 1950–1968 | Johannes Drieschmanns † 6. April 1990    |
| 1968–1993 | Ferdinand Lützenrath † 23. April 2014    |
| 1993–2010 | Bernd Naphausen † 26. Oktober 2024       |